# Come Dio comanda (romanzo)
Come Dio comanda è un romanzo dello scrittore italiano Niccolò Ammaniti, pubblicato nel 2006.
Il romanzo ha vinto il Premio Strega nel 2007.

## Trama
La storia è ambientata a Varrano, un immaginario paesotto del nord-est Italia fortemente industrializzato, dove i campi e i boschi si alternano ai capannoni, le tangenziali e i centri commerciali.
La narrazione ruota attorno a Rino e Cristiano Zena, padre e figlio tredicenne, abbandonati dalla madre di Cristiano poco dopo la sua nascita. Rino è un trentaseienne con simpatie neonaziste, beve, è un violento e vive di espedienti; tuttavia ha con Cristiano un legame fortissimo ed è ossessionato dalla paura di perderlo, braccato dall'assistente sociale Beppe Trecca. Anche Cristiano ama profondamente il padre: è per lui il riferimento più importante e gli dà piena fiducia, pur accettando i suoi difetti. I loro unici amici sono Danilo Aprea e Corrado Rumitz, detto Quattro Formaggi.
In seguito ad una violenza perpetrata da Quattro Formaggi nei riguardi di una compagna di scuola di Cristiano (viene violentata e uccisa) e alla decisione di Rino di non coprire questo crimine, quest'ultimo entra in coma per emorragia cerebrale. Cristiano si adopererà per nascondere il corpo della ragazza credendo suo padre colpevole.

## Personaggi

### Personaggi principali
- Rino Zena: disoccupato ed ex manovale, è il padre di Cristiano. Di forte fede cristiana, ha simpatie neonaziste che non tarda di trasmettere al figlio. È a tutti gli effetti un punto di riferimento per i suoi amici Danilo e Quattro Formaggi. A causa di un aneurisma viene ricoverato d'urgenza e operato, e va in coma.
- Cristiano Zena: ragazzino tredicenne che vive da solo insieme al padre Rino, dopo essere stato abbandonato dalla madre Irina.
- Corrado Rumitz, detto Quattro Formaggi per la passione per la pizza: uomo di 38 anni, amico di Rino e Danilo. Cresciuto in orfanotrofio, dove ha stretto amicizia con Rino, dimostra sin da bambino dei disturbi comportamentali. Da adulto, una scossa elettrica lo rende claudicante e gli procura una serie di tic. Le sue passioni sono il presepe e una cassetta pornografica che ha come protagonista una certa Ramona. Quattro Formaggi, in un vero e proprio delirio, crede di dover punire la ragazza per volere divino e quando incontra Fabiana Ponticelli è fuor di sé e la uccide, dopo averne abusato. Si suicida in casa, pochi giorni dopo l'accaduto, in un accesso di follia, non prima di aver cercato di ammazzare l'amico di una vita Rino.
- Danilo Aprea: 45enne, amico di Rino e Quattro Formaggi. Cerca disperatamente di convincere l'ex moglie Teresa a ritornare da lui, ad anni di distanza dalla morte prematura della figlia Laura. È sua l'idea d organizzare il furto di un bancomat per arricchirsi e poter comprare un locale a Teresa, che l'ha lasciato per i suoi problemi di alcolismo iniziati dopo la morte della figlia.
- Beppe Trecca: assistente sociale che si occupa della famiglia Zena. Diventa l'amante di Ida Montanari, la moglie del suo miglior amico Mario Lo Vino.

### Personaggi secondari
- Marco Mattotti, detto Tekken: campione regionale di boxe thailandese e bullo. Frequenta Fabiana ed Esmeralda.
- Esmeralda Guerra: ragazza di tredici anni, frequenta la stessa scuola di Cristiano. Molto legata alla sua migliore amica Fabiana, con la quale si diverte a vivere esperienze di ogni tipo.
- Fabiana Ponticelli: ragazza quattordicenne, migliore amica di Esmeralda. Viene stuprata e uccisa nel bosco di San Rocco, di ritorno da casa Guerra.
- Teresa Carucci: ex moglie di Danilo. I due si separano quando, dopo la morte della piccola Laura, Danilo inizia a ubriacarsi. La donna va a convivere con Piero pochi anni dopo.
- Ida Montanari: ragazza ventisettenne sposata con Mario Lo Vino, madre di due figli, collaboratrice e in seguito amante di Beppe Trecca.

### Ulteriori personaggi
- Angelo Marchetta: ex proprietario dell'impresa edile per cui lavoravano Rino e i suoi amici.
- Max Marchetta: figlio di Angelo, gli succede alla guida dell'impresa edile.
- Piero: gommista, compagno di Teresa.
- Mario Lo Vino: direttore della ASL di Varrano e migliore amico di Beppe Trecca.
- Michele Lo Vino: figlio di Ida e Mario.
- Daria Lo Vino: figlia di Ida e Mario.
- Vincenzo Baldi: uomo di trentacinque anni, marito di Rita.
- Rita: trentunenne sposata con Vincenzo Baldi.
- Serena Guerra: madre di Esmeralda.
- Alessio Ponticelli: padre di Fabiana.
- Paoletta Nardelli: madre di Fabiana.
- Renato Barretta: vicino di casa dei Ponticelli.
- Castardin: proprietario di un mobilificio a Varrano, ex datore di lavoro di Cristiano Zena.
- Rita Pirro: segretaria dell'impresa di Marchetta.
- Padre Marcello: prete della parrocchia dove lavorano Ida e Beppe.
- Dottor Enrico Brolli: Chirurgo, competente e sensibile, che opera Rino Zena dopo l'aneurisma.
- Ricky: Piccolo truffatore che raggira Quattro formaggi vendendogli un sedicente crocifisso miracoloso.

## Accoglienza
Come già successo per precedenti opere di Ammaniti, la pubblicazione del romanzo ha suscitato reazioni differenti tra pubblico e critica. Nonostante un buon successo di vendite, alcuni critici si sono espressi negativamente. La prima stroncatura è arrivata da Andrea Cortellessa, che sulle pagine de La Stampa ha sostenuto che lo schema emotivo che governa il libro è «di un'ovvietà da insultare qualsiasi lettore». Anche Fabrizio Ottaviani su il Giornale si è espresso con toni forti: «Dominato dalla paura di lasciarsi scappare il lettore, Come Dio comanda testimonia l'avvenuta dispersione del capitale letterario di Ammaniti, già molto esiguo. Scomparsa la minima traccia di stile, il romanzo potrebbe essere stato redatto da chiunque. Nonostante la violenza, il linguaggio crudo, il compiacimento nel soffermarsi su dettagli sgradevoli e urtanti; nonostante la vecchia scusa secondo cui è il genere a escludere ogni pietas e ogni denuncia morale o sociale, siamo di fronte all'opera di un funzionario in doppiopetto».
Tra le recensioni positive invece quella di Filippo La Porta su la Repubblica, che definisce Ammaniti «il Dickens di oggi: scatta un'istantanea spietata del degrado, che suscita orrore, stupore e lacrime. Usando anche l'immaginario fumettistico. Resta addosso l'odore inconfondibile del dolore, che solo gli animali sentono». Accoglienza più che positiva anche dal regista Gabriele Salvatores che, dopo l'esperienza di Io non ho paura, ha trasposto in film anche questo romanzo di Ammaniti. 
In Italia, il romanzo ha venduto oltre 180.000 copie.

## Edizioni
- Niccolò Ammaniti, Come Dio comanda, Arnoldo Mondadori Editore, 2006, ISBN 88-04-50279-7.
- Niccolò Ammaniti, Come Dio comanda, Oscar Mondadori, 2008, ISBN 88-04-57985-4.